# Drymaria frutescens
Drymaria frutescens är en nejlikväxtart som beskrevs av Johannes Mattfeld. Drymaria frutescens ingår i släktet Drymaria och familjen nejlikväxter. Inga underarter finns listade i Catalogue of Life.